# Evart (Michigan)
Evart – miasto w Stanach Zjednoczonych, w stanie Michigan, w hrabstwie Osceola.